# Dvořan (Castiglione)
Dvořan (italsky Il Cortegiano, plným názvem Il Libro del Cortegiano) je kniha italského renesančního autora Baldassara Castigliona, kterou napsal, když byl v diplomatických službách na urbinském dvoře v letech 1504–1518. V renesanci byl tento dvůr považován za nejdokonalejší. V roce 1507 se tu uskutečnily rozhovory autorových významných přátel, které zaznamenal ve čtyřech knihách. V první a druhé hledá společnost dokonalého dvořana, ve třetí dokonalou dvorní dámu, ve čtvrté dokonalého vládce. Podle Castigliona je dokonalost jen idea, o kterou ale stojí usilovat, protože kdo se jí přiblíží nejvíce, ten je nejdokonalejší. Sám autor se o to pokoušel.
Třetí kniha je výjimečná v názorech na ženu. Do té doby byly názory na ženu nesmyslné a bezcitné. To dokazuje postava knihy, literát Gaspare Pallavicino. který tvrdí, co učenci o ženě psali: že její narození je chybou a omylem přírody,nebo že je bytostí vzešlou z rozmaru přírody a náhody. Finská spisovatelka Kaari Utrio ve své knize "Dcery Eviny" uvádí příklady takových nepochopení i od obdivovaných slavných duchů doby.
Ve třetí knize o dvořanovi Giuliano de Medici dostává za úkol vytvořit k dokonalému dvořanovi dokonalou dvorní dámu. Ženy jen chválí, vyzdvihuje jejich stálost a počestnost a přesvědčuje druhé, že se žena ve všem muži vyrovná. Uvádí i mnohé příklady statečnosti žen od starověku. A jako dvořan se vyzná i v písemnictví, hudbě, malířství a sochařství. Zná jména takových žen, ale nechce je jmenovat, když je každý zná. Jaká byla jména těchto žen?
Sám Giuliano Medici měl babičku Lukrécii Tornabuoni, básnířku a dramatičku. Castiglione znal Vittorii Colonnu, básnířku, které půjčil svůj rukopis. V mládí, když studoval v Miláně, mohl poznat na dvoře Lodovica Sforza Cecili Gallerani, která psala i básně. V Římě potom Thulii d Aragonu, filozofku a básnířku. V klášteře ve Ferraře malovala miniatury Caterina da Bologna a v samotné Bologni Properzia de Rossi vytvořila v mramoru čtyři reliéfy pro kostel San Petronio. Castiglione zemřel v roce 1529. Po jeho smrti se narodily ženy ještě významnější a popřely názor řeckých a římských filosofů, že žena nemá rozum na stejné úrovni jako muž.
Překlady knihy "Dvořan" byly pořízeny nejdříve ve Španělsku, Francii a Anglii. Na šlechtických dvorech těchto zemí se staly normou dokonalého chování pro šlechtické dvory a inspirací pro spisovatele.

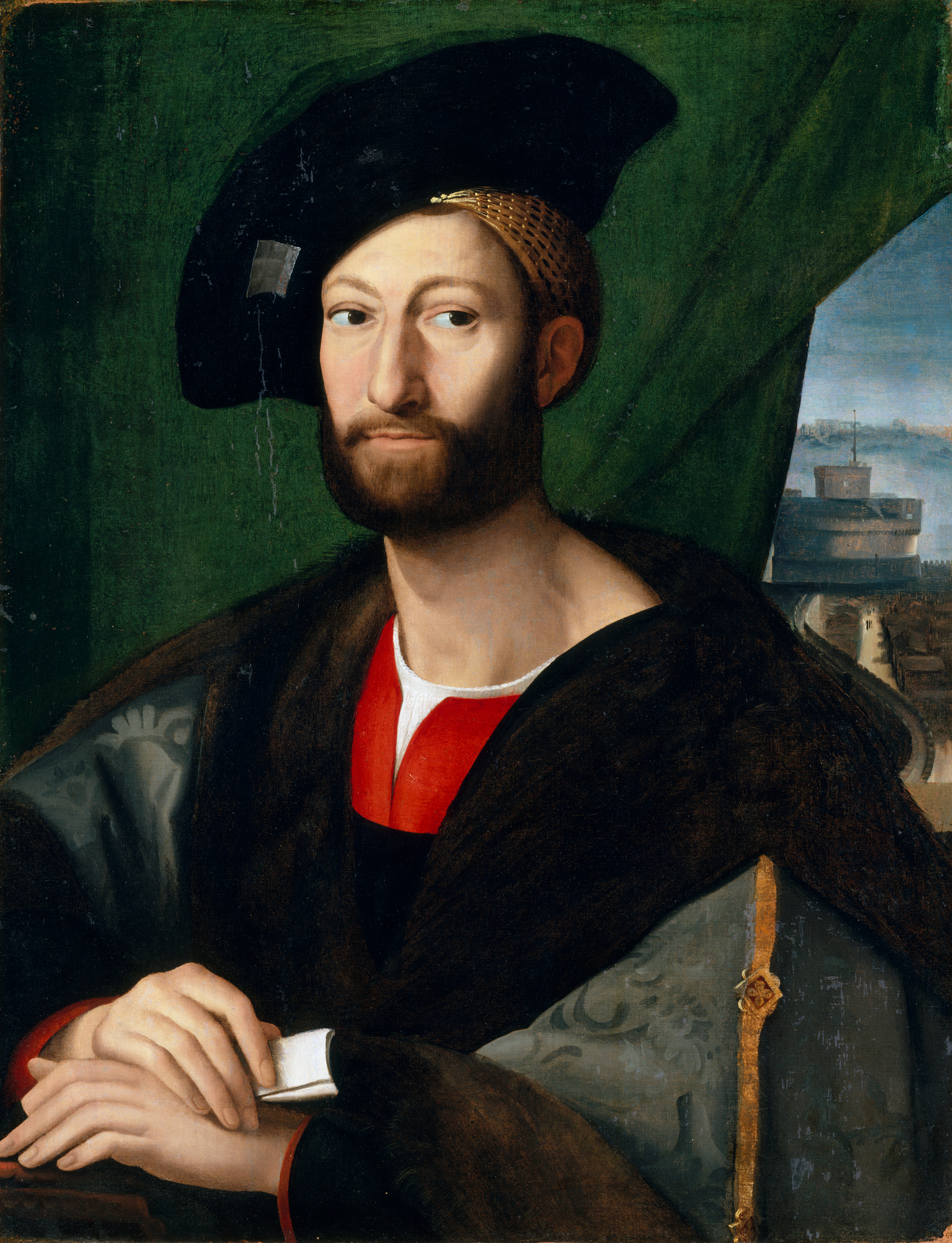
Giuliano de' Medici (1479–1516)